# 1983年の音楽
1983年の音楽（1983ねんのおんがく）では、1983年（昭和58年）の音楽分野の動向についてまとめる。
1982年の音楽-1983年の音楽-1984年の音楽

## できごと
- 洋楽では、カルチャー・クラブの「君は完璧さ」や、ディキシーズ・ミッドナイト・ランナーズの「カモン・アイリーン」などがヒットした[1]。
- カレン・カーペンターが拒食症のため32歳で死去。
- 中森明菜の「セカンド・ラブ」が大ヒット[注 1]。
- ラッツ&スターの「め組のひと」が大ヒット[注 2]。
- 日野美歌、佳山明生の競作による「氷雨」がヒットした[注 3]。
- 12月1日 尾崎豊がデビュー、アルバム十七歳の地図が発売される。
- 12月31日 - 第25回日本レコード大賞　矢切の渡し／細川たかし
- :最優秀歌唱賞　森昌子／越冬つばめ、最優秀新人賞　THE GOOD-BYE／きまぐれONE WAY BOY
- 12月31日 - 第34回NHK紅白歌合戦

## 洋楽

### シングル
- アダム・アント – "Goody Two Shoes"
- Big Country – "In a Big Country"
- デヴィッド・ボウイ 「レッツ・ダンス」「チャイナ・ガール」
- China Crisis – "Wishful Thinking"
- Phil Collins – "Like China"
- フィル・コリンズ 「恋はあせらず」[注 4]
- カルチャー・クラブ 「君は完璧さ」「タイム」「カーマは気まぐれ」[2]
- ディキシーズ・ミッドナイト・ランナーズ 「カモン・アイリーン」
- ユーリズミックス 「スウィート・ドリームス (アー・メイド・オブ・ディス)」
- マーヴィン・ゲイ 「セクシャル・ヒーリング」
- エディ・グラント「エレクトリック・アベニュー」[3]
- アイズレー・ブラザーズ 「ビトウィーン・ザ・シーツ」
- マイケル・ジャクソン 「ビリー・ジーン」「今夜はビート・イット」
- ビリー・ジョエル 「アップタウン・ガール」
- カジャ・グーグー 「君はトゥー・シャイ」
- グレッグ・キーン・バンド 「ジェパディ」
- キンクス 「カム・ダンシング」
- モーテルズ 「サドゥンリー・ラスト・サマー」[注 5]
- エムトゥーメイ 「ジューシー・フルーツ」
- ミュージカル・ユース 「パス・ザ・ダッチー」
- ポリス - 「見つめていたい」
- スパンダー・バレー 「トゥルー」
- トーキング・ヘッズ 「バーニング・ダウン・ザ・ハウス」
- ボニー・タイラー 「愛のかげり」
- シンディ・ローパー 「ガールズ・ジャスト・ワナ・ハヴ・ファン」
- ニール・ヤング 「ワンダリン」
- ニール・ヤング 「クライ・クライ・クライ」

### アルバム
| - ブラック・サバス – Born Again - Bob Marley and the Wailers – Confrontation - David Bowie – Let's Dance - David Bowie – Ziggy Stardust – The Motion Picture - キャメオ – スタイル - ジョージ・クリントン – You Should'nt Nuf Bit Fish - China Crisis – Working with Fire and Steel - コン・ファンク・シャン – Fever - カルチャー・クラブ – Colour by Numbers - Def Leppard – Pyromania - Depeche Mode – Construction Time Again - マイケル・ジャクソン 『スリラー』 - アイズレー・ブラザーズ 『ビトウィーン・ザ・シーツ』 - マーヴィン・ゲイ 『ミッドナイト・ラヴ』 - Pファンク・オールスターズ『アーバン・ダンスフロア・ゲリラズ』 - キンクス 『ステイト・オブ・コンフュージョン』 - ジャクソン・ブラウン 『愛の使者』 - プリテンダーズ 『ラーニング・トゥ・クロール』 | - ナイル・ロジャース 『グッド・グルーヴ・アイランド』 - トーキング・ヘッズ 『スピーキング・イン・タングズ』 - エルヴィス・コステロ 『パンチ・ザ・クロック』 - ローリング・ストーンズ 『アンダーカヴァー』 - ポリス 『シンクロニシティ』 - デヴィッド・シルヴィアン 『ブリリアント・トゥリーズ』 - マドンナ 『バーニング・アップ』 - Paul McCartney - Pipes of peace - メタリカ – Kill 'em all - Pat Metheny Group – Travels - Mötley Crüe – Shout at the Devil - New Order – Power, Corruption & Lies - Gary Numan – Warriors - Ozzy Osbourne – Bark at the Moon - Pink Floyd – The Final Cut - Robert Plant – The Principle of Moments - The Ramones – Subterranean Jungle - ルー・リード – Legendary Hearts - R.E.M. – マーマー - ワン・ウェイ『シャイン・オン・ミー』 - U2 『WAR』 - UB40 『レイバー・オブ・ラヴ』 - ニール・ヤング 『エヴリバディズ・ロッキン』 |

## シングル・アルバム枚数
アーティスト別枚数

オリコン
シングル・邦楽・洋楽
- 1位 中森明菜／222.5万枚
- 2位 松田聖子／198.7万枚
- 3位 近藤真彦／134.3万枚
- 4位 田原俊彦／131.0万枚
- 5位 大川栄策／130.0万枚
- 6位 シブがき隊／109.5万枚
- 7位 細川たかし／103.5万枚
- 8位 わらべ／88.5万枚
- 9位 河合奈保子／87.2万枚
- 10位 薬師丸ひろ子／84.1万枚
- 11位 佳山明生／80.8万枚
- 12位 柏原芳恵／79.9万枚
- 13位 杏里／75.7万枚
- 14位 ラッツ&スター／75.7万枚
- 15位 小泉今日子／72.6万枚
- 16位 村下孝蔵／68.1万枚
- 17位 堀ちえみ／66.7万枚
- 18位 早見優／64.6万枚
- 19位 アイリーン・キャラ／64.0万枚
- 20位 ヒロシ&キーボー／63.0万枚
- 21位 郷ひろみ／62.7万枚
- 22位 ローズマリー・バトラー／59.5万枚
- 23位 原田知世／58.7万枚
- 24位 サザンオールスターズ／56.1万枚
- 25位 日野美歌／55.1万枚
- 26位 渡辺徹／55.0万枚
- 27位 石川秀美／53.3万枚
- 28位 中村雅俊／51.3万枚
- 29位 稲垣潤一／49.3万枚
- 30位 イエロー・マジック・オーケストラ／48.4万枚
- 31位 H2O／45.3万枚
- 32位 五木ひろし／45.1万枚
- 33位 都はるみ・岡千秋／43.8万枚
- 34位 松本伊代／43.3万枚
- 35位 高田みづえ／42.2万枚
- 36位 葛城ユキ／41.2万枚
- 37位 岩崎宏美／40.8万枚
- 38位 森進一／40.1万枚
- 39位 松山千春／37.3万枚
- 40位 THE ALFEE／36.8万枚
- 41位 上田正樹／36.3万枚
- 42位 風見慎吾／34.5万枚
- 43位 沢田研二／33.4万枚
- 44位 岩井小百合／33.3万枚
- 45位 あみん／33.0万枚
- 46位 川中美幸／32.6万枚
- 47位 長渕剛／31.0万枚
- 48位 杉山清貴&オメガトライブ／29.6万枚
- 49位 西城秀樹／27.3万枚
- 50位 epo／26.3万枚

アルバム
- 1位 中森明菜／124.6万枚
- 2位 松田聖子／94.2万枚
- 3位 フリオ・イグレシアス／60.1万枚
- 4位 サザンオールスターズ／50.8万枚
- 5位 稲垣潤一／48.1万枚
- 6位 松山千春／40.1万枚
- 7位 河合奈保子／39.2万枚
- 8位 マイケル・ジャクソン／35.7万枚
- 9位 山下達郎／35.4万枚
- 10位 ビリー・ジョエル／34.5万枚
- 11位 矢沢永吉／34.3万枚
- 12位 松任谷由実／32.1万枚
- 13位 中島みゆき／31.1万枚
- 14位 メン・アット・ワーク／30.8万枚
- 15位 シャカタク／28.3万枚
- 16位 田原俊彦／28.3万枚
- 17位 カルチャー・クラブ／26.6万枚
- 18位 村下孝蔵／25.7万枚
- 19位 シブがき隊／25.3万枚
- 20位 佐野元春／24.8万枚
- 21位 小泉今日子／24.3万枚
- 22位 クリストファー・クロス／23.8万枚
- 23位 堀ちえみ／22.4万枚
- 24位 デビッド・ボウイ／21.8万枚
- 25位 山下久美子／20.6万枚
- 26位 ジャーニー／20.4万枚
- 27位 マリーン／20.0万枚
- 28位 イエロー・マジック・オーケストラ／18.5万枚
- 29位 オフコース／17.4万枚
- 30位 山本達彦／17.0万枚
- 31位 上田正樹／16.9万枚
- 32位 渡辺徹／16.8万枚
- 33位 さだまさし／16.6万枚
- 34位 郷ひろみ／16.2万枚
- 35位 近藤真彦／15.9万枚
- 36位 早見優／15.1万枚
- 37位 エイジア／14.8万枚
- 38位 柏原芳恵／14.6万枚
- 39位 THE ALFEE／13.5万枚
- 40位 ダリル・ホール&ジョン・オーツ／13.3万枚
- 41位 門あさ美／13.2万枚
- 42位 シーナ・イーストン／12.3万枚
- 43位 ライオネル・リッチー／12.3万枚
- 44位 epo／12.2万枚
- 45位 沢田研二／12.2万枚
- 46位 デュラン・デュラン／12.1万枚
- 47位 中村雅俊／12.1万枚
- 48位 あみん／12.0万枚
- 49位 吉田拓郎／11.6万枚
- 50位 葛城ユキ／11.2万枚

## オリコン年間TOP50
- 出典：データ集計会社 オリコン

※1982年12月6日付 - 1983年11月28日付

### 総合シングル
- 1位 大川栄策：「さざんかの宿」
- 2位 細川たかし：「矢切の渡し」
- 3位 わらべ：「めだかの兄妹」
- 4位 薬師丸ひろ子：「探偵物語／すこしだけやさしく」
- 5位 佳山明生：「氷雨」
- 6位 杏里：「CAT'S EYE」
- 7位 松田聖子：「ガラスの林檎／SWEET MEMORIES」
- 8位 中森明菜：「セカンド・ラブ」
- 9位 アイリーン・キャラ：「フラッシュダンス」
- 10位 ラッツ&スター：「め組のひと」
- 11位 原田知世：「時をかける少女」
- 12位 ヒロシ&キーボー：「3年目の浮気」
- 13位 中森明菜：「1⁄2の神話」
- 14位 村下孝蔵：「初恋」
- 15位 日野美歌：「氷雨」
- 16位 松田聖子：「天国のキッス」
- 17位 中森明菜：「禁区」
- 18位 都はるみ・岡千秋：「浪花恋しぐれ」
- 19位 中森明菜：「トワイライト -夕暮れ便り-」
- 20位 H2O：「想い出がいっぱい」
- 21位 葛城ユキ：「ボヘミアン」
- 22位 松田聖子：「秘密の花園」
- 23位 近藤真彦：「ミッドナイト・ステーション」
- 24位 中村雅俊：「恋人も濡れる街角」
- 25位 河合奈保子：「エスカレーション」
- 26位 上田正樹：「悲しい色やね」
- 27位 ローズマリー・バトラー：「汚れた英雄」
- 28位 イエロー・マジック・オーケストラ：「君に、胸キュン。（浮気なヴァカンス）」
- 29位 近藤真彦：「真夏の一秒」
- 30位 ALFEE：「メリーアン」
- 31位 柏原芳恵：「春なのに」
- 32位 風見慎吾：「僕笑っちゃいます」
- 33位 田原俊彦：「ピエロ」
- 34位 近藤真彦：「ためいきロ・カ・ビ・リー」
- 35位 田原俊彦：「さらば‥夏」
- 36位 岩崎宏美：「家路」
- 37位 サザンオールスターズ：「ボディ・スペシャルII (BODY SPECIAL)」
- 38位 稲垣潤一：「ドラマティック・レイン」
- 39位 杉山清貴&オメガトライブ：「SUMMER SUSPICION」
- 40位 早見優：「夏色のナンシー」
- 41位 森進一：「冬のリヴィエラ」
- 42位 epo：「う、ふ、ふ、ふ、」
- 43位 田原俊彦：「シャワーな気分」
- 44位 梅沢富美男：「夢芝居」
- 45位 高田みづえ：「そんなヒロシに騙されて」
- 46位 松田聖子：「瞳はダイアモンド／蒼いフォトグラフ」
- 47位 シブがき隊：「ZOKKON 命」
- 48位 大川栄策：「恋吹雪」
- 49位 長渕剛：「GOOD-BYE青春」
- 50位 原由子：「恋は、ご多忙申し上げます」

### 総合アルバム
- 1位 サウンドトラック：『フラッシュダンス』
- 2位 フリオ・イグレシアス：『愛の瞬間』
- 3位 松田聖子：『ユートピア』
- 4位 中森明菜：『ファンタジー〈幻想曲〉』
- 5位 サザンオールスターズ：『綺麗』
- 6位 マイケル・ジャクソン：『スリラー』
- 7位 山下達郎：『MELODIES』
- 8位 中森明菜：『バリエーション〈変奏曲〉』
- 9位 松任谷由実：『REINCARNATION』
- 10位 中森明菜：『NEW AKINA エトランゼ』
- 11位 中島みゆき：『予感』
- 12位 松田聖子：『Candy』
- 13位 サザンオールスターズ：『バラッド '77～'82』
- 14位 稲垣潤一：『Shylights』
- 15位 クリストファー・クロス：『アナザー・ページ』
- 16位 村下孝蔵：『初恋〜浅き夢みし〜』
- 17位 佐野元春：『No Damage (14のありふれたチャイム達)』
- 18位 ビリー・ジョエル：『イノセント・マン』
- 19位 稲垣潤一：『J.I.』
- 20位 カルチャー・クラブ：『ミステリー・ボーイ』
- 21位 ジャーニー：『フロンティアーズ』
- 22位 デヴィッド・ボウイ：『レッツ・ダンス』
- 23位 松山千春：『今、失われたものを求めて』
- 24位 上田正樹：『AFTER MIDNIGHT』
- 25位 サザンオールスターズ：『NUDE MAN』
- 26位 メン・アット・ワーク：『ワーク・ソングズ』
- 27位 松田聖子：『金色のリボン』
- 28位 イエロー・マジック・オーケストラ：『浮気なぼくら』
- 29位 葛城ユキ：『ランナー』
- 30位 サウンドトラック：『探偵物語』
- 31位 近藤真彦：『Rising』
- 32位 矢沢永吉：『YAZAWA It's Just Rock'n Roll』
- 33位 さだまさし：『夢の轍』
- 34位 epo：『ビタミンE・P・O』
- 35位 サウンドトラック：『嵐を呼ぶ男』
- 36位 田原俊彦：『EVE only』
- 37位 シブがき隊：『夏・Zokkon』
- 38位 渡辺徹：『TALKING』
- 39位 フリオ・イグレシアス：『イザベラの瞳』
- 40位 田原俊彦：『波に消えたラブ・ストーリー』
- 41位 エイジア：『アルファ』
- 42位 あみん：『P.S. あなたへ…』
- 43位 ダリル・ホール&ジョン・オーツ：『H2O』
- 44位 矢沢永吉：『I am a Model』
- 45位 ALFEE：『ALFEE'S LAW』
- 46位 小泉今日子：『Breezing』
- 47位 中島みゆき：『ベストヒット全曲集』
- 48位 シブがき隊：『for '83』
- 49位 小泉今日子：『詩色の季節』
- 50位 マリーン：『デジャ・ヴー』

## イベント
| 開催日   | タイトル                                                                |
| -------- | ----------------------------------------------------------------------- |
| 6月8日   | SUNTORY BEER SOUND MARKET '83                                           |
| 8月11日  | Rock'n Roll Olympic 1983                                                |
| 8月21日  | 第1回 PEACEFUL LOVE ROCK FESTIVAL 1983                                  |
| 12月31日 | 恒例LOFT SPECIAL 83-85                                                  |
| 12月31日 | NEW YEAR ROCK FESTIVAL なんだ、こりゃ?清く正しく美しく!! 11th 1983-1984 |
| 12月31日 | 第34回NHK紅白歌合戦                                                     |

## 主な音楽賞

### 第25回日本レコード大賞
- 大賞
  - 矢切の渡し／細川たかし
- 最優秀歌唱賞
  - 越冬つばめ／森昌子
- 最優秀新人賞
  - きまぐれONE WAY BOY／THE GOOD-BYE
- 特別金賞
  - 細雪／五木ひろし
  - きめてやる今夜／沢田研二
  - 浪花恋しぐれ／都はるみ
  - 冬のリヴィエラ／森進一
  - 日本海／八代亜紀
- 金賞
  - 家路／岩崎宏美
  - エスカレーション／河合奈保子
  - ガラスの林檎／松田聖子
  - ギャランドゥ／西城秀樹
  - そんなヒロシに騙されて／高田みづえ
  - 春なのに／柏原芳恵
  - ピエロ／田原俊彦
  - ミッド・ナイト・ステーション／近藤真彦
  - め組のひと／ラッツ&スター
- ゴールデン・アイドル賞
  - スターダスト・トレイン／石川秀美
  - 艶姿ナミダ娘／小泉今日子
  - ZOKKON 命／シブがき隊
  - 禁区／中森明菜
  - 抱いてマイ・ラブ／早見優
  - 夕暮れ気分／堀ちえみ
  - 時に愛は／松本伊代
- 新人賞
  - 恋あなたしだい／岩井小百合
  - ダンシング・レディ／大沢逸美
  - よこはまチャチャ／小野さとる
  - もしかして・ドリーム／桑田靖子

### 第14回日本歌謡大賞
- 大賞
  - さらば・・夏／田原俊彦
- 放送音楽新人賞
  - きまぐれONE WAY BOY／THE GOOD-BYE
  - 恋あなたしだい／岩井小百合
- 最優秀放送音楽賞
  - ガラスの林檎／松田聖子
- 放送音楽プロデューサー連盟賞
  - 矢切の渡し／細川たかし
  - きめてやる今夜／沢田研二

### その他
| 賞                                                    | 受賞作・受賞者 |
| ----------------------------------------------------- | --- |
| 第26回ポピュラーソングコンテストつま恋本選会          | - グランプリ - 辛島美登里「雨の日」 - 優秀曲賞 - 風雅「流氷」、林友子「季節はずれのプロポーズ」、OKAPON「鉄砲捨てて鍬をもて」、吉野千代乃「悲しみのタペストリー」 - 入賞 - 菊地祥子「ロンリーガールララバイ」、榎並美穂「ハネムーン・サラダ」、ザ・シャーベッツ「ピラニアの涙」、CANDID「オーレディ」 - 川上賞 - 林友子「季節はずれのプロポーズ」                                                         |
| 第25回ポピュラーソングコンテストつま恋本選会          | - グランプリ - 磨香「冬の華」、小森田実&ALPHA「フォリナー」 - 優秀曲賞 - 鳥山あかね「童未望（ドミノ）」、アベサチコ「花嫁」、佐藤良平「遠すぎたアメリカ」、松江川哲宏「航海詩−夢追人のレクイエム−」 - 入賞 - キャンサー「ミモザの風に揺れて」、ペパーミント「アザミのマスター」、黒瀬智弘とステーションズ「ダブル・キャスティング・ゲーム」、坂上詩「時の中を」、OKAPON「酒」、プラネットサイクル「1991」 |
| 第21回ゴールデン・アロー賞                            | - 音楽賞 - 松田聖子 - 新人賞（音楽） - THE GOOD-BYE、岩井小百合、桑田靖子 |
| 第16回下谷賞                                          | - 下谷賞 - 福田啓司「青空の下で」 |
| 第16回日本有線大賞                                    | - 大賞 - 都はるみ・岡千秋「浪花恋しぐれ」 |
| 第16回全日本有線放送大賞                              | - 上期 - 佳山明生「氷雨」 - 年間 - 都はるみ・岡千秋「浪花恋しぐれ」 |
| 第16回日本作詩大賞                                    | - 大賞 - 森進一「冬のリヴィエラ」 |
| 第16回新宿音楽祭                                      | - 金賞 - THE GOOD-BYE、岩井小百合、桑田靖子 - 銀賞 - 大沢逸美、原真祐美、佐山友香、柳沢純子、伊藤麻衣子 - 敢闘賞 - 森尾由美、小野さとる |
| 第15回サントリー音楽賞                                | - 鈴木敬介 |
| 第14回世界歌謡祭                                      | - ニュートン・ファミリー「愛のゆくえ」、磨香「冬の華」 |
| 第13回モービル音楽賞                                  | - 邦楽部門 - 都一中 - 洋楽部門（本賞） - 札幌交響楽団 |
| 第13回創作合唱曲公募                                  | - 入賞 - 石原真「風のうたったうた その1」 - 佳作 - 後藤丹「フルートの音に」、平野聖子「冬が来ます」 |
| 第12回FNS歌謡祭                                       | - グランプリ - 細川たかし「矢切の渡し」 - 最優秀歌唱賞 - 松田聖子「ガラスの林檎」 - 最優秀新人賞 - THE GOOD-BYE「気まぐれone way boy」 - 最優秀ヒット賞 - 大川栄策「さざんかの宿」 - 最優秀視聴者賞 - 五木ひろし「細雪」 - 10周年記念特別賞 - 沢田研二、西城秀樹、五木ひろし |
| 第12回東京音楽祭                                      | - ライオネル・リッチー「ユー・アー」、ジョー・コッカー&ジェニファー・ウォーンズ「愛と青春の旅だち」 |
| 第11回銀座音楽祭                                      | - グランプリ - THE GOOD-BYE |
| 第11回ジロー・オペラ賞                                | - オペラ大賞 - 栗山昌良 - オペラ賞 - 豊田喜代美、小林一男 - 新人賞 - 該当なし - 特別賞 - 該当なし |
| 第9回全日本歌謡音楽祭                                 | - ゴールデングランプリ - 松田聖子「ガラスの林檎」 - 最優秀新人賞 - THE GOOD-BYE |
| 第9回横浜音楽祭                                       | - 最優秀新人賞 - 桑田靖子 |
| 第9回日本テレビ音楽祭                                 | - グランプリ - 細川たかし「矢切の渡し」 |
| 第9回日本演歌大賞                                     | - 大賞 - 細川たかし「矢切の渡し」 |
| 第9回21世紀ヤング歌謡大賞・新人グランプリ             | - THE GOOD-BYE |
| 第8回南里文雄賞                                       | - 前田憲男 |
| 第8回ライオンリスナーズグランプリ・FM東京最優秀新人賞 | - 岩井小百合 |
| 第7回長崎歌謡祭                                       | - グランプリ - 金城由佳乃 |
| 第4回入野賞                                           | - 小藤隆志『"Like Flickering Light" for violin & piano)』 - たかの舞俐『"Duende" for vn. cl. fl. tubuler-bells & vib.』 |
| 第4回古賀政男記念音楽大賞                             | - 八代亜紀「恋の彩」 |
| 第3回日本作曲大賞                                     | - 中森明菜「セカンド・ラブ」（作曲:来生たかお） |
| 第2回メガロポリス歌謡祭                               | - 演歌大賞 - 細川たかし - ポップスグランプリポップス大賞 - 田原俊彦 - 最優秀新人ダイヤモンド賞・最優秀新人賞 - 岩井小百合、大沢逸美 |
| 第2回JASRAC賞                                         | - 国内使用 - 北酒場 - 外国使用 - UFOロボ グレンダイザー |
| 第2回中島健蔵音楽賞                                   | - 最優秀賞 - 一柳慧 - 優秀賞 - 沢井忠夫 |
| 第1回咲くやこの花賞 音楽部門                          | - 小倉直子 |

## デビュー
- 1月 - カジャグーグー／君はTOO SHY
- 1月10日 - 河合美智子／わたし・多感な頃
- 1月10日 - 永瀬正敏／スクール・デイズ
- 1月12日 - 岩井小百合／ドリーム ドリーム ドリーム
- 1月21日 - 横田早苗／不安タジー・ナイト
- 1月25日 - 武田久美子／噂になってもいい
- 2月21日 - 大沢逸美／ジェームス・ディーンみたいな女の子
- 2月21日 - 名高達郎／裸足のままで
- 2月25日 - 伊藤麻衣子（現・いとうまい子）／微熱かナ
- 2月25日 - 佐久間レイ／はみだし天使
- 3月5日 - THE STREET SLIDERS／SLIDER JOINT／BLOW THE NIGHT
- 3月21日 - アニタ・ムイ／唇をうばう前に
- 3月21日 - 桑田靖子／脱・プラトニック
- 3月21日 - 小林千絵／いつも片想い
- 3月21日 - 小出広美／タブー
- 3月21日 - 小山卓治／FILM　GIRL
- 3月21日 - 徳丸純子／聖・ファーストラブ
- 3月21日 - 乃生佳之／だいじょうぶマイ・フレンド
- 3月21日 - 原真祐美／決心
- 3月21日 - 広田玲央名（現・広田レオナ）／だいじょうぶマイ・フレンド
- 3月21日 - 松尾久美子／メモワール
- 3月25日 - イーグルス／走れ!ゴーインBOY
- 3月26日 - ハルク・ホーガン／一番
- 4月1日 - 柳沢純子（現・柳澤純子）／あなたに片想い
- 4月5日 - 飯島真理／夢色のスプーン
- 4月21日 - 井上あずみ／STAR STORM
- 4月21日 - 杉山清貴&オメガトライブ／SUMMER SUSPICION
- 4月21日 - 浜田麻里／Lunatic Doll〜暗殺警告
- 5月1日 - 木元ゆうこ／チェリーガーデン（桜の園）
- 5月5日 - 森尾由美／お・ね・が・い
- 5月16日 - 生沢佑一／ミステリアス・センセーション
- 5月21日 - 大江千里／ワラビーぬぎすてて
- 5月21日 - 風見慎吾／僕笑っちゃいます
- 5月21日 - 菊地陽子／風色タッチ
- 5月21日 - 松田弘／トゥナイト・ザ・ナイト／EROS
- 5月21日 - 松本明子／♂×♀×Kiss
- 6月1日 - C-C-B／Candy（当時はCoconut Boys 名義）
- 6月1日 - 野村義男／待たせてSorry
- 6月21日 - EARTHSHAKER／EARTHSHAKER
- 6月21日 - X-RAY／魔天-Hard Section
- 6月21日 - 高木淳也／カンフー・チェン
- 6月21日 - TARAKO／とっておきの瞬間
- 6月21日 - 吹田明日香／バ・ケー・ショ・ン
- 6月22日 - 大澤誉志幸／彼女には判らない／まずいリズムでベルが鳴る
- 6月22日 - 矢吹薫／お前がまぶしすぎて（ソロデビュー）
- 6月25日 - TAO／AZUR（アジュール）
- 6月25日 - 村松邦男／僕のガールズ
- 7月5日 - タイガー・マスク／タイガー・マスク
- 7月10日 - 黒崎輝／青春まるかじり
- 7月13日 - 小森田実&ALPHA／フォリナー
- 7月21日 - 今井まこと／愛してA・Chi・Chi!
- 7月21日 - 荻野目慶子／愛のオーロラ
- 7月21日 - 風間杜夫／夏も泣いている
- 7月21日 - 嘉門達夫（現・嘉門タツオ）／ヤンキーの兄ちゃんのうた
- 7月21日 - 河上幸恵／ブルー・エトランゼ
- 7月25日 - 太田貴子／デリケートに好きして
- 7月25日 - ゴンチチ／ANOTHER MOOD
- 8月5日 - ユミ／もしもタヌキが世界にいたら
- 9月 - 米倉ますみ／俺の出番はきっと来る
- 9月1日 - THE GOOD-BYE／気まぐれOne Way Boy
- 9月5日 - 北川剛／握手でグッバイ
- 9月21日 - UGUISS／Sweet Revenge／UGUISS
- 9月21日 - チェッカーズ／ギザギザハートの子守唄
- 9月21日 - 亜木寛子／百人の男
- 9月30日 - 清水舞子／恋人塚
- 10月5日 - 田中美佐子／スペインへ行きたい
- 10月5日 - 原大輔／秋冬（再デビュー）
- 10月6日 - マドンナ／『Everybody』
- 10月21日 - 斎藤誠／LA-LA-LU
- 11月 - ラブ・ポーション／胸いっぱいのフォトグラフ
- 11月1日 - 大塚ガリバー／人間の駱駝
- 11月21日 - 芦部真梨子（現・村本玲奈）／あと5分だけ
- 11月21日 - 鈴木賢司／ELECTRIC GUITAR
- 11月21日 - 高橋美枝／ひとりぼっちは嫌い
- 11月21日 - 富田靖子／オレンジ色の絵葉書
- 11月21日 - MALTA／MALTA
- 12月1日 - 尾崎豊／15の夜
- 12月1日 - 国安修二／れいこ
- 12月1日 - 小森まなみ／翼をつけて Love Song／You
- 12月5日 - 磨香／冬の華
- 12月21日 - 44MAGNUM／DANGER

## 解散・活動休止
- 7月11日 - VIZION
- 12月18日 - あみん
- 12月22日 - イエロー・マジック・オーケストラ（「散開」を宣言し解散。1993年、2007年に再結成。）

### 年内
- アトミック・ルースター（2016年再結成）
- アラジン
- アレア（1993年再結成）
- イモ欽トリオ
- カーペンターズ
- 奇形児（以降、しばしば再結成）
- ギャング・オブ・フォー（1987年再結成）
- サイモン&ガーファンクル（1993年再結成）
- シグナル
- ジャコ・パストリアス・バンド
- ジューク
- SPEEDWAY
- スマイリー小原とスカイライナーズ
- TALIZMAN
- チャクラ
- Ph.D. （2006年再結成）
- ぴんから兄弟
- フリートウッズ
- マグマ（1996年再結成）
- マネイジュ
- ミスフィッツ（1995年再結成）
- UFO（翌年再始動）
- ザ・リアル・キッズ
- リップ・リグ&パニック

## 誕生
- 1月4日 - 植村花菜（兵庫県、シンガーソングライター）
- 1月4日 - 世武裕子（東京都、歌手）
- 1月7日 - 呂布カルマ（愛知県、ラッパー）
- 1月12日 - ぽこた（新潟県、歌手、ROOT FIVE）
- 1月14日 - 上原多香子（沖縄県、SPEED）
- 1月19日 - 宇多田ヒカル（、シンガーソングライター）
- 1月20日 - 矢口真里（神奈川県、元モーニング娘。）
- 1月21日 - 阪井あゆみ（和歌山県、ファッションモデル・元歌手）
- 1月21日 - JAMOSA（福岡県、歌手）
- 1月26日 - 今泉慎也（愛知県、ベーシスト、元PhilHarmoUniQue/君の云う通り）
- 1月26日 - immi（愛知県、歌手）
- 1月30日 - 庄司紗矢香（東京都、ヴァイオリニスト）
- 2月1日 - インテツ（東京都、ベーシスト、元彩冷える/AYABIE）
- 2月12日 - 桃野陽介（北海道、歌手、元モノブライト）
- 2月13日 - Ryo Kishimoto（京都府、ピアニスト、fox capture plan/JABBERLOOP）
- 2月19日 - 中島美嘉（鹿児島県、歌手）
- 2月20日 - 阿部芙蓉美（北海道、歌手）
- 3月1日 - 牛尾憲輔（東京都、歌手、agraph/LAMA）
- 3月3日 - 山岡由実（滋賀県、ファッションモデル・元歌手、Yummy Yukking）
- 3月8日 - クノシンジ（愛知県、歌手）
- 3月8日 - 藤澤ノリマサ（北海道、歌手）
- 3月10日 - シェネル（ マレーシア、歌手）
- 3月10日 - ソニン（高知県、歌手、元EE JUMP）
- 3月27日 - 涼平（神奈川県、ギタリスト、元メガマソ）
- 3月30日 - YASU（東京都、歌手、JaaBourBonz）
- 4月2日 - 林勇（神奈川県、歌手、SCREEN mode）
- 4月5日 - 三浦拓也（兵庫県、歌手、DEPAPEPE）
- 4月12日 - 新里英之（沖縄県、歌手、HY）
- 4月12日 - 山本貴志（長野県、ピアニスト）
- 4月16日 - 北島康雄（徳島県、歌手、四星球）
- 4月17日 - 藤木直史（埼玉県、歌手、ジャンク フジヤマ）
- 4月26日 - ハジメタル（大阪府、歌手、元ミドリ）
- 4月30日 - 金廣真悟（宮崎県、歌手、元グッドモーニングアメリカ）
- 5月6日 - KIKKUN-MK-II（北海道、ゲーム実況者・ギタリスト、M.S.S Project）
- 5月8日 - NAOTO（沖縄県、ギタリスト、ORANGE RANGE/delofamilia）
- 5月9日 - 滝善充（茨城県、ギタリスト、9mm Parabellum Bullet）
- 5月11日 - ホリー・ヴァランス（、歌手・モデル）
- 5月21日 - 清水香里（東京都、声優・歌手、N's）
- 5月23日 - ハイディ・レンジ（、シンガーソングライター、シュガーベイブス）
- 5月29日 - 横山だいすけ（千葉県、歌手・俳優）
- 4月1日 - 345（玉県、歌手・ベーシスト、凛として時雨/geek sleep sheep）
- 4月2日 - カルカヤマコト（兵庫県、歌手）
- 4月9日 - 宮本菜津子（兵庫県、歌手、MASS OF THE FERMENTING DREGS）
- 5月9日 - 三浦明利（奈良県、僧侶・歌手）
- 6月8日 - 宮野真守（埼玉県、歌手・声優、SMILY☆SPIKY）
- 6月10日 - 松室麻衣（大分県、元dream）
- 6月12日 - 山崎麻由美（愛知県、歌手、プリングミン）
- 6月14日 - 新木宏典（兵庫県、歌手・俳優、D-BOYS・D☆DATE）
- 6月17日 - 二宮和也（東京都、歌手・俳優、嵐）
- 6月17日 - 山口リサ（静岡県、歌手、静岡県）
- 6月19日 - 北尾一人（大阪府、ドラマー、KCB/元ORANGE RANGE）
- 6月20日 - ヒライハルキ（東京都、ベーシスト、元てるる.../The Birthday）
- 6月26日 - Hanah Spring（神奈川県、歌手）
- 6月27日 - ナンシー・アジュラム（、歌手）
- 6月29日 - HIROKI（埼玉県、ベーシスト、ORANGE RANGE）
- 7月1日 - イトゥク（ 韓国、歌手、SUPER JUNIOR）
- 7月2日 - ミシェル・ブランチ（、シンガーソングライター）
- 7月4日 - BABE.RYOTA（歌手・トラックメーカー、0SOUL7）
- 7月5日 - miray（大阪府、歌手、元SDN48）
- 7月10日 - ヒチョル（ 韓国、歌手、SUPER JUNIOR）
- 7月11日 - Jose（東京都、歌手、TOTALFAT）
- 7月15日 - 唐沢美帆（東京都、歌手、TRUE）
- 7月16日 - ROY（東京都、歌手、THE BAWDIES）
- 7月19日 - 菅原卓郎（山形県、9mm Parabellum Bullet）
- 7月23日 - 咲山類（和歌山県、歌手、DIAMOND☆DOGS）
- 7月26日 - Rake（宮城県、歌手）
- 7月31日 - 松尾昭彦（宮崎県、歌手、元GENERAL HEAD MOUNTAIN/元JELLYFiSH FLOWER'S）
- 8月1日 - NESMITH（熊本県、EXILE）
- 8月3日 - 荒井洋明/Dios/シグナルP（ミュージシャン・ボカロP）
- 8月12日 - 阿澄佳奈（福岡県、声優・歌手、小梅伍/Friends/LISP）
- 8月15日 - 大平伸正（岡山県、歌手、ghostnote）
- 8月19日 - 坂東慧（大阪府、ドラマー、T-SQUARE）
- 8月26日 - 大堀恵（東京都、元AKB48・SDN48）
- 8月29日 - 石田裕子（大阪府、タレント・元歌手）
- 8月30日 - NAOTO（埼玉県、ダンサー、EXILE/三代目 J SOUL BROTHERS）
- 8月30日 - 松本潤（東京都、歌手・俳優、嵐）
- 8月31日 - 甲斐名都（東京都、歌手）
- 9月1日 - 松野恭平（東京都、歌手、元黒赤ちゃん）
- 9月4日 - 中丸雄一（東京都、KAT-TUN）
- 9月6日 - 内村友美（千葉県、歌手、元School Food Punishment/la la larks）
- 9月9日 - 吉田結威（兵庫県、歌手、吉田山田）
- 9月11日 - 蓮沼執太（東京都、エレクトロニカミュージシャン）
- 9月14日 - エイミー・ワインハウス（、シンガーソングライター、+2011年）
- 9月15日 - 平田裕香（北海道、女優・声優・タレント・元歌手）
- 9月15日 - 松本蘭（埼玉県、ヴァイオリニスト）
- 9月18日 - BES（大阪府、歌手）
- 9月20日 - 磯貝サイモン（神奈川県、歌手）
- 9月20日 - 伊藤由奈（、歌手）
- 9月22日 - 今井絵理子（沖縄県、SPEED）
- 9月23日 - XICO（沖縄県、歌手、PENGIN）
- 9月29日 - 花田千草（長崎県、歌手、元松千）
- 9月29日 - 古澤剛（大分県、歌手）
- 10月4日 - 上田竜也（神奈川県、KAT-TUN）
- 10月5日 - 岡崎英美（北海道、キーボーディスト、サカナクション）
- 10月10日 - さなゑちゃん（東京都、ミュージシャン・ボカロP）
- 10月17日 - 橋本絵莉子（徳島県、歌手、元チャットモンチー）
- 10月19日 - 義彦（千葉県、歌手、heidi.）
- 10月24日 - TAKA（福岡県、歌手、DEEP）
- 10月26日 - 佐藤帆乃佳（東京都、歌手、元alüto）
- 10月26日 - 野呂佳代（東京都、元AKB48・SDN48、SDN48のキャプテン）
- 11月1日 - SoulJa（東京都、ヒップホップミュージシャン）
- 11月1日 - 仲宗根泉（沖縄県、歌手、HY）
- 11月4日 - 松山晃太（青森県、歌手、BYEE the ROUND）
- 11月5日 - 真太郎（滋賀県、ドラマー、UVERworld）
- 11月9日 - 宮島咲良（東京都、タレント・フリーアナウンサー・元歌手）
- 11月9日 - YU（沖縄県、D-51）
- 11月11日 - 鈴木達央（愛知県、歌手・声優、OLDCODEX）
- 11月26日 - 猪狩翔一（北海道、歌手、tacica）
- 11月26日 - 加藤英美里（東京都、歌手・声優、かと*ふく/Afterglow）
- 11月26日 - 丸山隆平（京都府、SUPER EIGHT）
- 12月1日 - 沼田壮平（東京都、歌手、OLDE WORLDE）
- 12月7日 - 石井成人（神奈川県、歌手、Qomolangma Tomato）
- 12月7日 - 宮本笑里（東京都、ヴァイオリニスト）
- 12月9日 - G-YUN（愛知県、歌手、元GOLLBETTY）
- 12月9日 - 346（沖縄県、歌手、PENGIN）
- 12月10日 - 坂本直弥/坂本和弥（福岡県、歌手、ON/OFF）
- 12月11日 - YOH（沖縄県、ベーシスト、ORANGE RANGE）
- 12月12日 - 未来玲可（東京都、元歌手）
- 12月13日 - 山田義孝（東京都、歌手、吉田山田）
- 12月14日 - 橋口洋平（東京都、歌手、wacci）
- 12月19日 - 湯川潮音（東京都、シンガーソングライター）
- 12月20日 - 寺島拓篤（石川県、歌手・声優）
- 12月21日 - SaCo（奈良県、歌手、少年カミカゼ）
- 12月22日 - 依布サラサ（東京都、作詞家・歌手）
- 12月22日 - 大西洋平（東京都、歌手、Project.R）
- 12月23日 - 団長（埼玉県、歌手、NoGoD）
- 12月26日 - 大村孝佳（大阪府、ギタリスト、C4/DC/PRG）
- 12月26日 - 越山元貴（北海道、歌手）
- 12月26日 - 高橋優（秋田県、シンガーソングライター）
- 12月31日 - 市井紗耶香（千葉県、元モーニング娘。）
- 月日不明 - 晋平太（埼玉県、ラッパー）

## 死去
- 2月4日 - カレン・カーペンター（、カーペンターズ、*1950年）
- 2月22日 - エイドリアン・ボールト（、指揮者、*1889年）
- 3月7日 - イーゴリ・マルケヴィチ（、指揮者、*1912年）
- 3月8日 - ウィリアム・ウォルトン（、作曲家、*1902年）
- 4月17日 - フェリックス・パパラルディ（、ベーシスト/プロデューサー、*1939年）
- 4月25日 - 伊藤久男（福島県、歌手、*1910年）
- 4月26日 - ブロニスラウ・ケイパー（、作曲家、*1902年）
- 4月30日 - 黒柳守綱（東京都、ヴァイオリニスト、*1908年）
- 4月30日 - マディ・ウォーターズ（、ブルースシンガー・ギタリスト、*1915年）
- 6月25日 - アルベルト・ヒナステラ（、作曲家、*1916年）
- 7月10日 - 菅野光亮（宮城県、作曲家、*1939年）
- 7月23日 - ジョルジュ・オーリック（、作曲家、*1899年）
- 8月2日 - ジェームス・ジェマーソン（、ベーシスト、*1936年）
- 9月29日 - 井口基成（東京都、ピアニスト、*1908年）
- 11月7日 - ジェルメーヌ・タイユフェール（、作曲家、*1892年）
- 12月28日 - デニス・ウィルソン（、ザ・ビーチ・ボーイズ、*1944年）